# زكريا ويليامز
زكريا ويليامز (بالإنجليزية: Zekaria Williams)‏ (مواليد 15 يناير 1967) هو ملاكم من جزر كوك، مثّل بلاده في الألعاب الأولمبية الصيفية 1988.

## روابط خارجية
زكريا ويليامز على موقع أوليمبيديا (الإنجليزية)